# 片ボギー

加悦SL広場に保存されているキハ101形気動車。日本に現存する唯一の片ボギー気動車

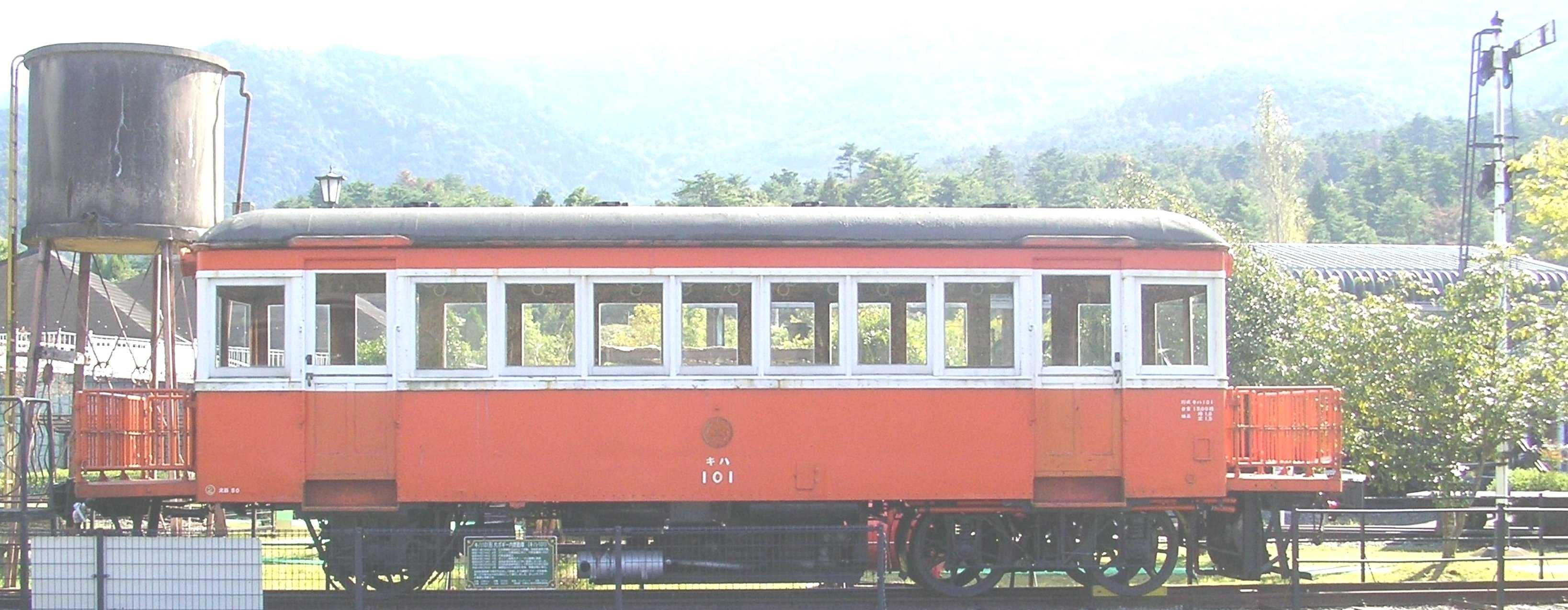
同車側面。左側が駆動輪の固定軸、右側がボギー式の付随台車。いずれも車端からほぼ等長で、駆動輪の軸重確保の意図がうかがえる。同車は貨車牽引可能であった

片ボギー（かたボギー）・片ボギー式（かたボギーしき）とは鉄道車両の走り装置の一種で、ボギー台車と固定車軸をそれぞれ1組ずつそなえた形態のものをいう。外観上はボギー車と2軸車を半分に割って互いにつなぎ合わせたようにも、2軸車の1軸を2軸ボギー台車に取り替えたようにも見える姿をしている。この片ボギーの走り装置を備えた車両を片ボギー車と呼ぶ。

## 日本での事例

### 気動車
戦前製の内燃動車において二軸車の乗り心地向上やボギー車の走行性能向上を狙って片ボギーを採用した事例がある。
これらの2つの事例では、その目的や設計意図が全く異なることから、両者を区別する考え方も存在する。両者を区別する場合二軸車から派生して片ボギーとなったものを「前輪ボギー」、ボギー車から片ボギーとなったものを「半ボギー・（狭義の）片ボギー」と呼ぶ。
ただし図を描いてみると分かるが、ボギー台車を通常のボギー台車と同様にセンターピンを真ん中につけてしまうと、理論上はカーブ区間に入っても内側の車輪が邪魔になってボギー台車は回る（首を振る）事ができない。ただし、現実にはボギー中心と一軸の間があいている場合はレールと車輪の隙間やばねのたわみなどの遊び分があるので、曲がる際に一軸側に負担がかかるものの一応実用になる範囲で、実物よりはるかに急なカーブを曲がる鉄道模型でも特に対策をしなくてもよいとされているが、一軸側を先頭にして走る場合は脱線しやすくなるため、前後の方向がある程度決まっている蒸気機関車や単端式気動車の場合はボギーの中心ピンと固定1軸の左右の車輪による三点支持で２軸単車などよりも安定するが、両方向に走れる気動車では単純構造の片ボギー車にしたからといってそんなに安定しているわけではない。

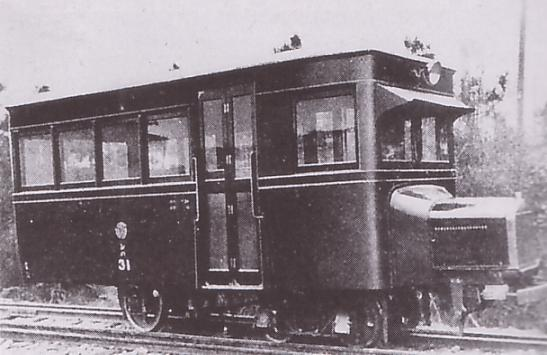
日本車輌製造製「前輪ボギー式」単端式気動車の例（三重鉄道シハ31形）

#### 前輪ボギー
二軸車の乗り心地向上のための片ボギーは「前輪ボギー（式）」ともよばれる。日本車輌製造などの単端式ガソリンカーの一部に採用例があり、前位の遊軸（非動軸）を2軸ボギー台車に代えている。この遊軸の2軸ボギー台車化でボギーセンターピンと駆動輪側の左右の車輪による三点支持になることで安定性が向上し、軌道状態の劣悪な線区では大きな効果を発揮する。
日本車輌製造での「前輪ボギー式」ガソリンカーの製造実績は下記の通り。
- 遠州電気鉄道 8両
- 三重鉄道 4両
- 四日市鉄道 2両
- 参宮急行電鉄（中勢鉄道） 2両
- 船木鉄道 2両
- 鞍手軌道 3両
- 朝鮮総督府鉄道 7両
- 朝鮮鉄道 5両

日本車輌製造の単端式気動車の主な納入先は朝鮮を除くと中部から西日本のかけて鉄軌道事業者であり前輪ボギー車の分布もこれに準じるが、単端式気動車の最大のユーザーであった瀬戸内海地方の事業者には1両の導入例もない。
この他、汽車製造や新潟鐵工所の単端式気動車にも前輪ボギー車があり、自社製単端式気動車においても、日本車輌製造製の鞍手軌道の3両を参考にしたと見られる鞍手軌道増備車や朝倉軌道、南筑軌道の車輛では、書類申請上はともかく現存する写真で確認可能な範囲ではこの「前輪ボギー式」が採用されている。
これらは戦後消息不詳の朝鮮向けを除き、その多くが戦前の段階で既に路線の改軌や廃止で処分されており、最後まで残った三重鉄道・四日市鉄道向けの6両についても戦後の路線電化で全車廃車となっている。

#### 半ボギー
一方、2軸ボギー車の走行性能向上を狙って動軸を1軸の固定車軸とした事例には松井製作所製「半ボギー」式ガソリンカーを最初として、いくつものメーカーに採用例がある。
初期の2軸ボギー式内燃動車はどのメーカーでも2軸駆動を採用する車輛が多かった。最も多かったのはチェーン連動で1台車2軸駆動を行なう方式だったが、国産のチェーンの耐久性の不足による故障や騒音などの問題があった。その他、各台車の片方の軸を1個ないし2個のエンジンで駆動して2軸駆動とする方式や連結棒（ロッド）による1台車2軸駆動も試みられたが採用例は少数に止まり一般的な方法とはなっていない。また戦前の日本の内燃動車においてはシャフト式・ギア式の1台車2軸駆動の採用例は無い。
半ボギーは2軸駆動の問題点の解決策として考案され、2軸駆動を行なわずに同様の効果を得る事が出来た。
この方策の採用の背景には、当時の日本で気動車用として調達可能なエンジンの出力が低かったことが理由のひとつとして挙げられる。また1両から2両程度の客貨車牽引を想定して計画・発注されたためにこの形態を採用した例も見られる。
その後出力の大きいエンジンの採用やそれによる車体重量の増加もありボギー車でも1軸駆動車が標準となったこと、また2軸ボギー式台車を1軸駆動の動力台車としつつ、動軸側に台車の重心をずらすことで動軸のトラクション確保を図る偏心台車が考案・実用化されたこともあり、前述の問題もあって片ボギー式を採用する例は激減した。

#### その他
この他、軸距離が長すぎるため2軸車から片ボギーに改造された例（成田鉄道ガ101）や、動軸が固定1軸側にない例（長門鉄道キコハ1）が存在する。

### ディーゼル機関車
専用線での使用を目的とした産業用ディーゼル機関車の中に片ボギー式で全軸駆動の軸配置（B-A）を採用した事例がみられる。採用例は少なく、三菱製の35トン機関車のみが採用している。通常35トンクラスの機関車はボギー台車式を採用して軸配置（B-B）の4軸機となるが、片ボギー式の3軸とすることで軸重を大きくしている。また固定式の3軸車（軸配置C）にくらべると曲線通過時の線路への影響が少ないことが長所である。同社製の類型車として片ボギー式の機関車に片ボギー式のブースター（運転台のない動力車）を永久連結したB-A +A-B のF形機も製造されている。

### 蒸気機関車
車輪配置4-2-0のシングルドライバーの蒸気機関車も片ボギーの一種になるが、こちらも前輪ボギー式気動車と同じ理由で線路状態の悪かった19世紀のアメリカで1832年にジョン・ジャービスという技師が開発したものである。片ボギー式の問題点である一軸側に進む際（要するに後進時）の不安定性は前後がある蒸気機関車ではさほど問題にならなかったが、これの動輪数を増やした4-4-0になると先輪が首を振らなくなり脱線する事故が発生し、18世紀初頭の頃は「第1動輪のフランジを取って動輪側をカーブではみださせて通過させる」という方法が取られていたが、上記の原因が分かってからはボギー台車のセンターピンを一般的な中心位置から動輪側にずらすことで動輪側が固定でも首を振るように改良された。
また、テンダー式蒸気機関車のテンダー（炭水車）の走り装置に片ボギーを採用した事例がある。日本では大正時代までに輸入された機関車にしばしば見られた。背の高い車体に多くの石炭と水を積まねばならず慣性モーメントの大きいテンダーでは、前側の輪軸が回転し難い方が蛇行動を抑えられるという考え方があったようである。
しかし、3軸テンダーのようにホイールベースが短いものの場合はボギー台車がほとんど首を振ることができないため、実質ボギーを固定して3軸車にしても走行性能がほぼ変わらず、片ボギーにする意味がないとして次第に3軸車に置き換えられていった。

### その他
客車、電車、貨車にも片ボギーを採用した車両が存在した。その多くが気動車や炭水車からの改造車である。